# August Eberhard Müller

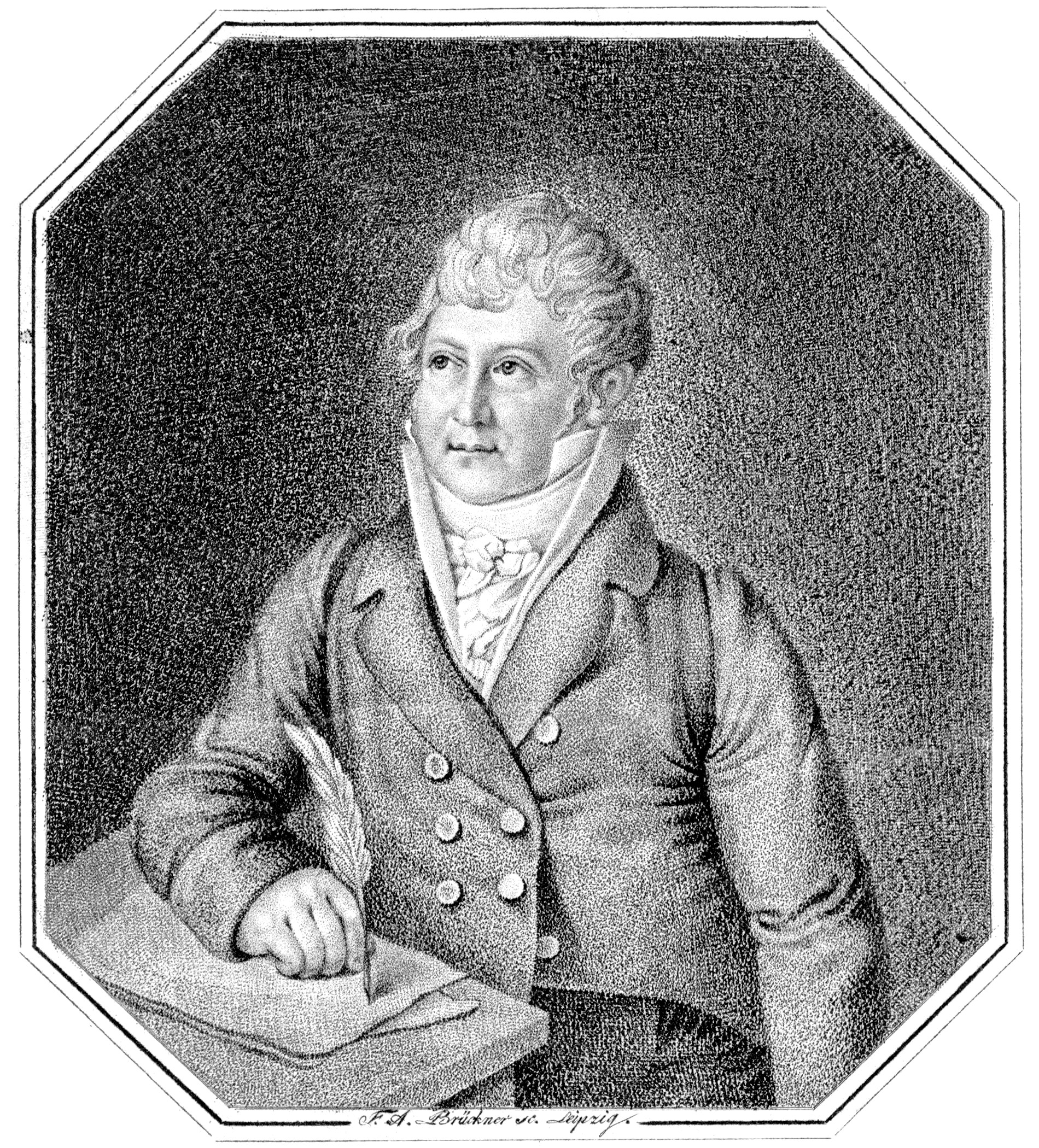
August Eberhard Müller, vor 1811

August Eberhard Müller (* 13. Dezember 1767 in Northeim; † 3. Dezember 1817 in Weimar) war ein deutscher Komponist, Organist und Thomaskantor.

## Leben
Müller erhielt ersten Musikunterricht durch seinen Vater, der Organist war, und trat bereits achtjährig öffentlich auf. Er kam dann als Schüler von Johann Christoph Friedrich Bach nach Bückeburg, wo er bis 1788 auch Organist der Ulrichskirche war. Seit 1789 wirkte er als Dirigent, Lehrer und Organist in Magdeburg. Auf Empfehlung Johann Friedrich Reichardts, den er 1792 in Berlin kennengelernt hatte, erhielt er 1794 die Organistenstelle an der Nikolaikirche in Leipzig. Hier gehörte er zum Freundeskreis von Friedrich Rochlitz und war 1798 unter den Gründungsmitgliedern der von Rochlitz redigierten Leipziger Allgemeinen musikalischen Zeitung. Unter dem Kürzel „M.“ verfasste er für die Zeitung auch mehrere Rezensionen, darunter zu Werken von Beethoven. 1800 wurde Müller Adjunkt des Thomaskantors Johann Adam Hiller, dem er nach dessen Tod 1804 im Amt folgte. 
1810 übernahm er schließlich die Stelle des großherzoglichen Kapellmeisters in Weimar. Der Weimarer Chronist Moritz Müller schreibt über ihn: „Ich muß den Kapellmeister Müller einen der schönsten Männer nennen, die ich gekannt habe.“ Zugleich war er „ein Dirigent comme il faut, vor dem man den Hut abziehen mußte!“ Weiter heißt es: „Die Anforderungen, welche dieser scharfaufpassende, mit dem feinsten musikalischen Ohr begabte Kapellmeister, der keine Note auf die Erde fallen ließ, an seine Leute stellte, waren sicherlich die höchsten.“ Das Orchester erreichte unter Müllers unnachgiebiger Leitung eine bis dahin nicht gekannte Qualität, da er stets so lange probte, „bis Alles sich zum Ganzen fügte!“
Müller erwarb sich Verdienste um die Pflege der Werke Bachs und die Verbreitung der Werke der Wiener Klassik. 1801 dirigierte er die erste Aufführung von Joseph Haydns Oratorium Die Jahreszeiten außerhalb von Wien. Er komponierte für das Klavier zwei Konzerte, vierzehn Sonaten, Capricen und andere Stücke, von denen namentlich die Capricen seinerzeit sehr verbreitet waren. Darüber hinaus schrieb er sieben Flötenkonzerte und weitere Werke für Flöte und Orchester sowie Etüden für Flöte und Klavier.
Sein Sohn Theodor Amadeus Müller (* 20. Mai 1798 in Leipzig; † 11. März 1846 in Weimar) erhielt Violinunterricht bei Louis Spohr und war Violinist der großherzoglichen Kapelle Weimar. Er komponierte neben Orchesterwerken zahlreiche Soli und Duette für Violine, die zu seiner Zeit geschätzt wurden.

## Schriften
- Anleitung zum genauen und richtigen Vortrage der Mozart´schen Clavierconcerte in Absicht richtiger Applicatur. Leipzig 1797
- La Clemenza di Tito / Opera seria composta da W. A. Mozart. Titus / ernsthafte Oper in zwei Akten von W. A. Mozart / aufs neue für das Klavier ausgezogen von A.[ugust] E.[berhard] Müller. Bei Breitkopf und Härtel in Leipzig. Pr. 2 Thlr. [1803; sein erster Klavierauszug der Festoper erschien 1795].

## Musikalische Werke (Auswahl)
- op. 3: Drei Klaviersonaten (C-Dur, B-Dur, Es-Dur), J. André, Offenbach.
- op. 4: Caprice c-Moll für Klavier
- op. 5: Drei Klaviersonaten (F-Dur, C-Dur, G-Dur). Jean André, Offenbach, 1793.
- op. 6: Concert pour la Flute Traversiere avec L'Accompagnement. J. J. Hummel, Berlin.
- op. 7: Drei Klaviersonaten (A-Dur, Es-Dur, C-Dur)
- op. 8: Andante avec Variations pour le Clavecin ou Piano-Forte. Breitkopf, Leipzig.
- op. 9: VIII Variations pour le Piano-Forte sur l'air: Freut euch des Lebens. A. Kühnel, Leipzig.
- op. 10: Concerto pour la Flute traversière avec accompagnement. J. André, Offenbach.
- op. 14: Drei Klaviersonaten (C-Dur, F-Dur, D-Dur)
- op. 15: Marche du Général Buonaparté variée. Breitkopf & Haertel, Leipzig.
- op. 18: Trois Sonatines progressives pour le Piano-Forte. A. Kühnel, Leipzig.
- op. 20: Trois Duos concertants pour deux Flutes. Jean Auguste Böhme, Hamburg.
- op. 24: Concerto pour la Flute avec accompagnement de l'Orchestre. Breitkopf & Haertel, Leipzig, 1803.
- op. 26: Klaviersonate B-Dur. A. Kühnel, Leipzig.
- op. 29: Six grands Caprices für Klavier. A. Kühnel, Leipzig.
- op. 31: Trois grands Caprices für Klavier. C. F. Peters, Leipzig.
- op. 32: Theme de Mozart (Ein Mädchen oder Weibchen) varié pour le Pianoforte. A. Kühnel, Leipzig.
- op. 33: Walzer in 12 Durtönen für das Pianoforte. A. Kühnel, Leipzig.
- op. 34: Trois grands Caprices für Klavier. C. F. Peters, Leipzig.
- op. 35: Fantasia per il Pianoforte. A. Kühnel, Leipzig.
- op. 36: Grand Sonate f-Moll für Klavier. A. Kühnel, Leipzig, 1813.
- op. 37: Variations pour le Pianoforte sur une Romance de Mehul. C.F. Peters, Leipzig.
- op. 38: Grand Sonate Pour le Piano forte et Flute. (digitalisat)
- op. 41: Trois grands Caprices für Klavier. C. F. Peters, Leipzig, um 1819.
- op. 52: Les Sauts du Diable. Grand Caprice fantastique, Wien: Haslinger.
- op. posth.: Marche avec Dix Variations pour le Pianoforte. C.F. Peters, Leipzig.
- WoO: VI Deutsche Lieder mit Begleitung des Forte-Pianos. Günther & Böhme, Hamburg.
- WoO: Cadenzen zu den Acht vorzüglichsten Clavier-Concerten von Mozart. C. F. Peters, Leipzig, 1818.
- WoO: Lied Minna's Augen aus Blumauers Gedichten. J.M. Götz, Mannheim, 1798. [mit falscher Autorenangabe: in Musick gesetzt von W. A. Mozart, siehe Kv-Anh. 249]